# Lobe glaciaire
Ne doit pas être confondu avec Diffluence (glaciologie) ou Digitation.

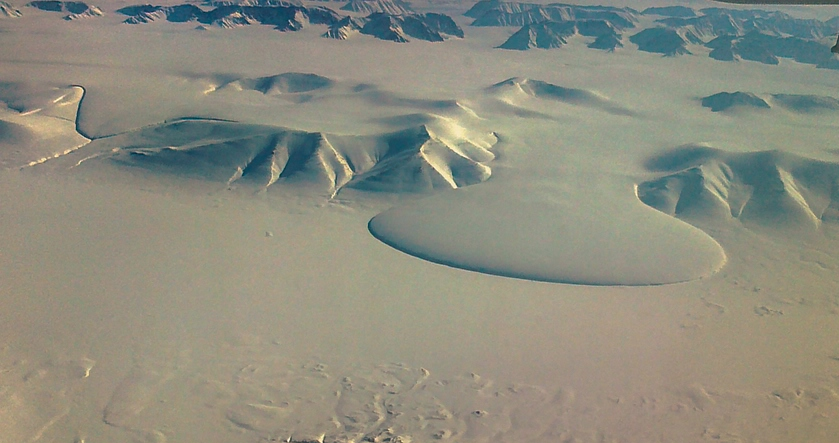
Un lobe glaciaire au nord du Groenland.

Un lobe glaciaire est la forme plus ou moins circulaire que peut prendre le front d'un glacier de piémont sur son sandur.
La langue terminale d'un glacier en forme de lobe glaciaire est révélatrice d'une bonne santé du glacier (stabilité ou progression de la position du front glaciaire).
Un des lobes glaciaires les plus étendus est celui du glacier Malaspina en Alaska.